# Kent Cheng
Kent Cheng Jut Si (鄭則仕 |鄭則士| cantonés: Jeng Jak Si | mandarín: Zhèng Zé Shi) es un actor, productor y director cinematográfico chino, nacido en Hong Kong el 23 de mayo de 1951.

## Biografía
De complexión robusta, Cheng entró a trabajar en el cine como extra para los estudios Shaw Bros. a mediados de la década de los 70. A partir de 1976 se convirtió en un secundario habitual en diversas series de TV que atrajeron la atención del director Herman Hsu, que le dio su primer papel importante en el film Money Trip en 1979. A partir de mediados de los 80 Cheng empezó a dirigir algunas de sus películas, siendo la más importante de su carrera como realizador Why Me? en 1985, que le proporcionó también su primer Hong Kong Film Award al Mejor Actor por su papel del discapacitado mental "Fat Cat", cuyo éxito generó una secuela en 1988. Cheng obtendría un segundo Hong Kong Film Award en 1996 por The Log de Derek Chiu. Internacionalmente se le recuerda más por el papel de "Porky" en algunos films de la serie Érase una vez en China.

## Filmografía

### Cine
| Año  | Título                         | Rol                      | Notas |
| ---- | ------------------------------ | ------------------------ | --- |
| 1981 | Emperor and His Brother        |                          | |
| 1982 | The Perfect Match              |                          | |
| 1983 | Give Me Back                   |                          | Nominado – Hong Kong Film Award por Mejor Actor                                                          |
| 1984 | Crazy Kung Fu Master           |                          | |
| 1984 | Beloved Daddy                  |                          | Nominado – Hong Kong Film Award por Mejor Actor                                                          |
| 1985 | Why Me?                        | Fei Mao                  | Hong Kong Film Award por Mejor Actor Nominado– Golden Horse Awards por Mejor Actor                       |
| 1986 | Lucky Stars Go Places          |                          | |
| 1986 | United We Stand                |                          | |
| 1987 | Heartbeat 100                  |                          | |
| 1988 | The Dragon Family              | Uncle Po                 | |
| 1988 | Walk on Fire                   | Mother Tang              | |
| 1989 | The Fortune Code               |                          | |
| 1989 | Mr. Smart                      |                          | |
| 1990 | Dragon in Jail                 |                          | |
| 1990 | The Magic Amethyst             |                          | |
| 1990 | Spooky Family II               | Chor Yat/ Day One        | |
| 1991 | Lethal Contact                 |                          | |
| 1991 | To Be Number One               |                          | Nominated – Hong Kong Film Award for Best Supporting Actor                                               |
| 1991 | Once Upon a Time in China      | Lam Sai-wing             | |
| 1992 | Dr. Lamb                       | Fat Bing                 | |
| 1993 | A Roof with a View             | Fat Ho (uncredited)      | |
| 1993 | Man of the Times               | Chan Chi Chiu            | |
| 1993 | Crime Story                    | Inspector Hung Ting-bong | Nominado – Hong Kong Film Award por Mejor Actor de reparto Nominado: Golden Horse Awards por Mejor Actor |
| 1993 | Hero of Hong Kong 1949         |                          | |
| 1993 | Lord of East China Sea         | Chief Wong               | |
| 1993 | Lord of East China Sea II      | Chief Wong               | |
| 1993 | The Kidnap of Wong Chak Fai    | Chung                    | |
| 1993 | Flirting Scholar 2             | Fat Cat (uncredited)     | |
| 1993 | Cohabitation                   |                          | |
| 1993 | Run and Kill                   | Cheng 'Fatty' Kau Ng     | |
| 1994 | Mermaid Got Married            |                          | |
| 1994 | The Bodyguard from Beijing     |                          | |
| 1996 | The Log                        |                          | Hong Kong Film Award por Mejor Actor Golden Bauhinia Awards por Mejor Actor                              |
| 1996 | Wong Fei Hung Series           | Lam Sai-wing             | Tsui Hark production                                                                                     |
| 2003 | Happy Go Lucky                 |                          | |
| 2007 | Flash Point                    |                          | |
| 2008 | Run Papa Run                   |                          | |
| 2008 | Out of Control                 |                          | |
| 2010 | Ip Man 2                       | Fatso                    | |
| 2011 | Sleepwalker                    |                          | |
| 2012 | Good-for-Nothing Heros         |                          | |
| 2014 | Who is Undercover              |                          | |
| 2015 | Ip Man 3                       | Fatso                    | |
| 2017 | Chasing the Dragon             | Piggy                    | |
| 2018 | The Big Rescue                 |                          | |
| 2018 | The Leaker                     |                          | |
| 2019 | The White Storm 2 - Drug Lords |                          | |
| 2019 | Hypnotize the Jury             |                          | |
| 2019 | Ip Man 4                       | Fatso                    | |

### Televisión
| Año  | Título                                        | Rol                        | Premio                                                                                     | Señal       |
| ---- | --------------------------------------------- | -------------------------- | ------------------------------------------------------------------------------------------ | ----------- |
| 1976 | Hotel                                         |                            |                                                                                            | TVB         |
| 1978 | The Giant                                     | Law Kwan                   |                                                                                            | TVB         |
| 1978 | The Heaven Sword and Dragon Saber             |                            |                                                                                            | TVB         |
| 1979 | The Sword of Romance                          | Muk-yung Ching             |                                                                                            | TVB         |
| 1981 | The Misadventure of Zoo                       |                            |                                                                                            | TVB         |
| 1996 | In the Name of Love                           | Ho Ka-bon                  |                                                                                            | TVB         |
| 1997 | The Hitman Chronicles                         | Zhuan Zhu                  |                                                                                            | TVB         |
| 1997 | Forrest Cat                                   | Lai Ting-on                |                                                                                            | ATV         |
| 1999 | Forrest Cast II                               | Wong Ka-po                 |                                                                                            | ATV         |
| 2002 | Law 2002                                      | Law Yau-dai                |                                                                                            | ATV         |
| 2004 | Asian Charlie's Angels                        | Bosley                     |                                                                                            | ImaginAsian |
| 2006 | The Blind Detective                           |                            |                                                                                            | ATV         |
| 2006 | Romance of Red Dust                           | Yang Su                    |                                                                                            | CTV         |
| 2008 | A Journey Called Life                         | Kam Shek                   |                                                                                            | TVB         |
| 2009 | A Watchdog's Tale                             | Lai Tsun-sing              |                                                                                            | TVB         |
| 2010 | When Lanes Merge                              | Ho Kau                     | Nominated – TVB Award for Best Actor Nominated – TVB Award for My Favourite Male Character | TVB         |
| 2012 | The Greatness of a Hero                       | Dit Yan-kit                |                                                                                            | TVB         |
| 2012 | King Maker                                    | Tung Chiu                  |                                                                                            | TVB         |
| 2012 | Wonderful Declarations from a Daughter-in-Law |                            |                                                                                            |             |
| 2015 | Best Get Going                                |                            |                                                                                            |             |
| 2016 | My Dangerous Mafia Retirement Plan            | Ho Kei-sung                |                                                                                            | TVB         |
| 2019 | I Bet Your Pardon                             | Longsi                     |                                                                                            | TVB         |
| 2019 | My Life As Loan Shark                         | Tai Kam-chai / Tai Yuen-bo |                                                                                            | TVB         |
| 2020 | Line Walker: Bull Fight                       | Sun Chi-kin                |                                                                                            | TVB         |